# Vespidae
Vespidae là một họ ong đa dạng, phân bố trên toàn cầu với gần 5.000 loài. Quần thể các loài này bao gồm ong chúa và ong thợ với những cấp bậc quan hệ khác nhau đối với ong chúa. Các loài sống ở vùng ôn đới, tổ của chúng thường chỉ tồn tại 1 năm, chúng chết bắt đầu vào đông. Ong chúa và con đực mới được sinh ra vào cuối hè, và sau khi giao phối, ong chúa ngủ đông trong các vết nứt hoặc nơi được che chắn. Tổ của hầu hết các loài được xây dựng bằng bùn, nhưng chúng cũng sử dụng các sợi thực vật, chúng cắn nát ra tạo thành dạng giống như bột giấy. Nhiều loài là tác nhân thụ phấn của nhiều loài thực vật trong khi các loài khác là loài săn côn trùng gây bệnh nổi tiếng.

## Hình ảnh

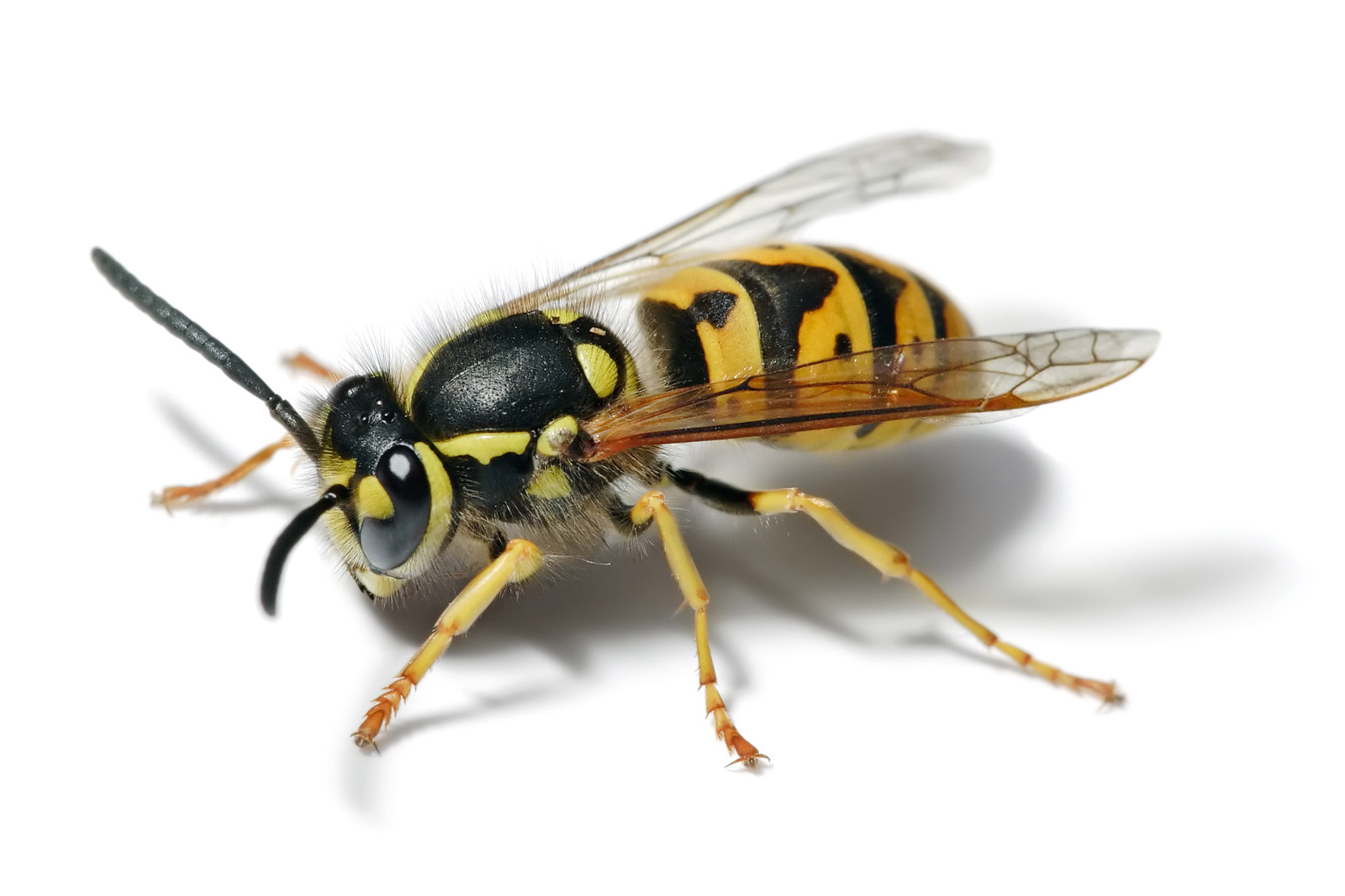
Ong vò vẻ Đức
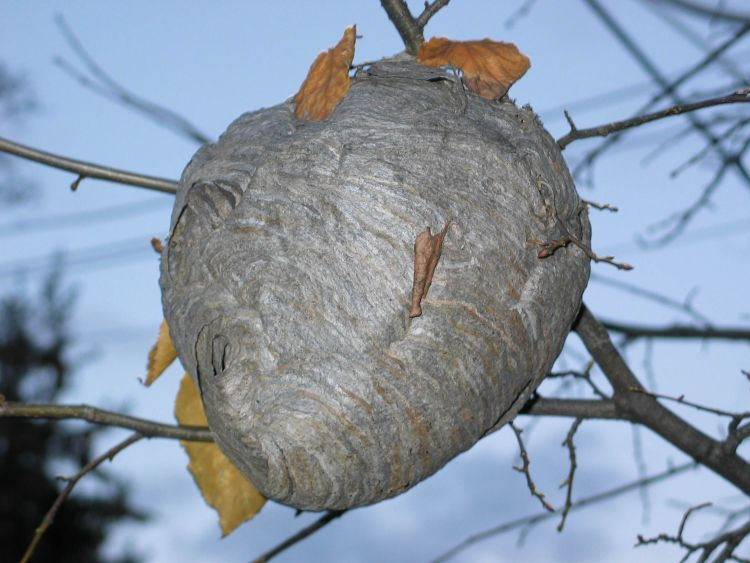
Tổ của median wasp
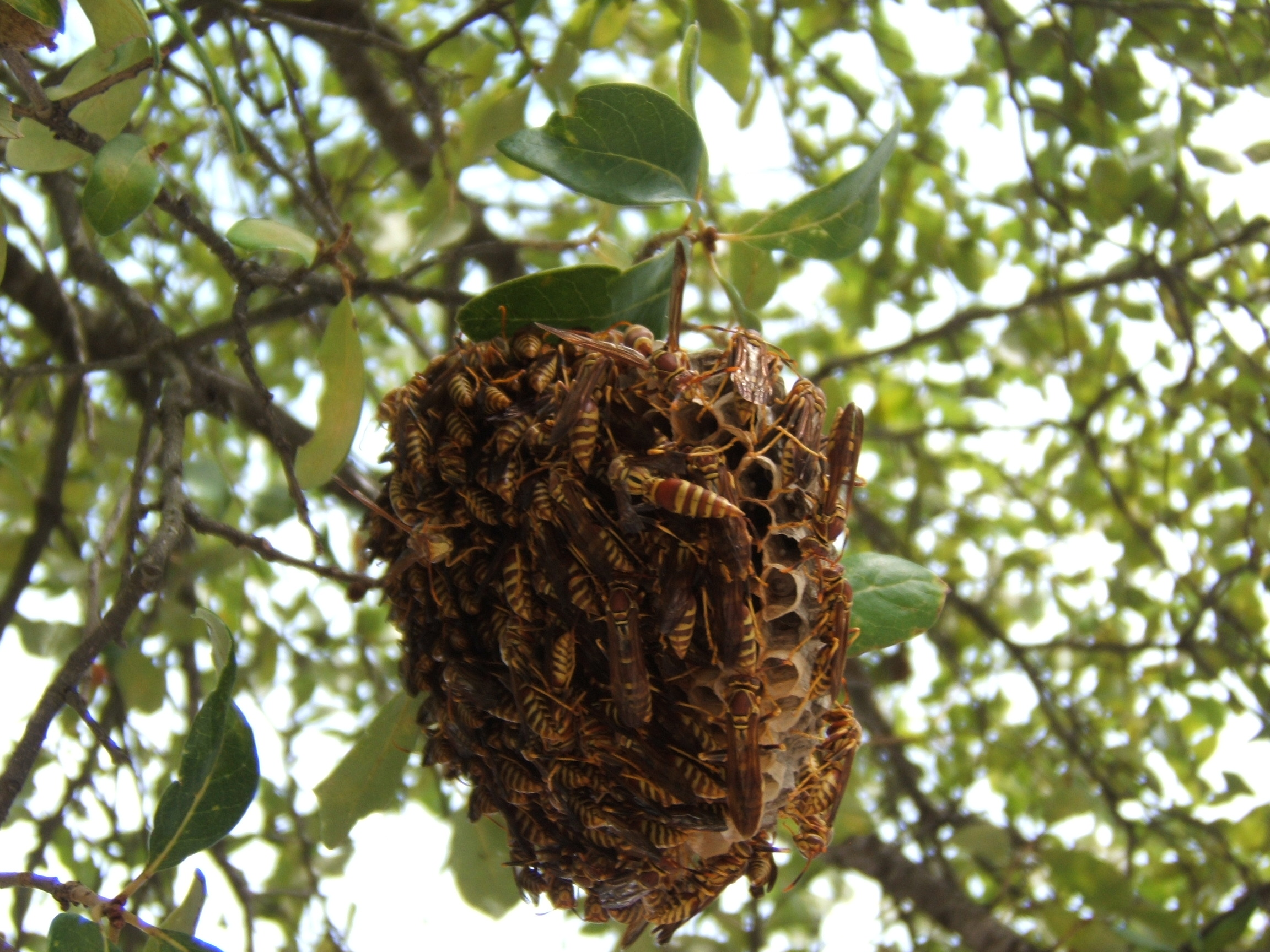
Tổ của Polistes

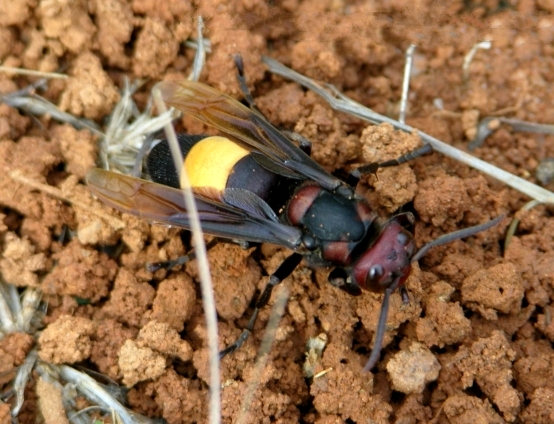
Vespa tropica ở Ấn Độ
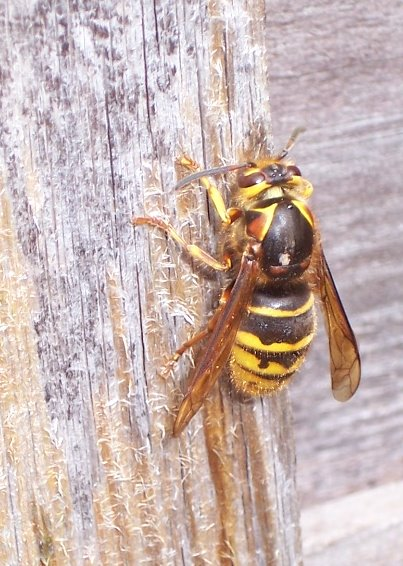
Dolichovespula media